# Вила-Нова-да-Раинья (Тондела)
Вила-Нова-да-Раинья (порт. Vila Nova da Rainha) — населённый пункт и район в Португалии, входит в округ Визеу. Является составной частью муниципалитета Тондела. Находится в составе крупной городской агломерации Большое Визеу. По старому административному делению входил в провинцию Бейра-Алта. Входит в экономико-статистический субрегион Дан-Лафойнш, который входит в Центральный регион. Население составляет 540 человек на 2001 год. Занимает площадь 5,66 км².